# Élections à l'Assemblée d'Estrémadure de 1983
Les élections à l'Assemblée d'Estrémadure de 1983 (en espagnol : Elecciones a la Asamblea de Extremadura de 1983) se sont tenues le dimanche 8 mai 1983, afin d'élire les soixante-cinq députés de la première législature de l'Assemblée d'Estrémadure.
Le scrutin voit la victoire du Parti socialiste ouvrier espagnol d'Estrémadure (PSOE-Ex), qui remporte la majorité absolue des voix et des sièges.

## Contexte
Depuis la mort de Francisco Franco et l'avènement de la transition démocratique, le territoire formé par les provinces de Badajoz et Cáceres s'affirme comme une terre modérée que domine l'Union du centre démocratique (UCD).
Lors du référendum sur la loi pour la réforme politique organisé le 15 décembre 1976, la participation atteint 82 % des inscrits et le « Oui » l'emporte par 98 % des suffrages exprimés.
Aux élections constituantes du 15 juin 1977, l'UCD s'impose largement en totalisant 50,1 % des suffrages exprimés et remporte ainsi 8 députés sur 12 et 5 sénateurs sur 8 dans le territoire de la future communauté autonome. Deuxième force politique régionale, le Parti socialiste ouvrier espagnol (PSOE) recueille 30,8 % des voix, ce qui lui permet d'obtenir les 4 mandats restant à attribuer au Congrès des députés mais un seul sénateur. L'Alliance populaire (AP) s'impose en troisième position mais ses 7,9 % ne lui accordent aucun élu, de même que le Parti communiste d'Espagne (PCE) avec ses 5,5 %. Les trois postes sénatoriaux restants sont attribués à des candidats indépendants.
Par décret-loi du 13 juin 1978, conformément aux demandes exprimées par les forces parlementaires issues des provinces de Badajoz et Cáceres, le gouvernement espagnol institue la Junte régionale d'Estrémadure, composée de cinq parlementaires de chaque province, d'un représentant de chaque députation provinciale et de six représentants des communes de chaque province, soit vingt quatre membres au total. Le 30 août, le sénateur UCD de Badajoz Luis Ramallo est élu président de la Junte régionale, prenant ses fonctions le 9 septembre lors d'une cérémonie célébrée à Mérida.
À peine trois mois plus tard, les citoyens de l'Estrémadure approuvent largement le projet de Constitution qui leur est proposé par référendum, avec 92,4 % de « Oui » pour 70,5 % de participation.
Le paysage politique évolue un peu à l'occasion des élections générales du 1er mars 1979. Toujours premiers, les centristes reculement légèrement, les 45,7 % des voix recueillis leur accordant 7 députés sur 12, tandis que les socialistes obtiennent les 5 autres avec 37,6 % des suffrages exprimés. Les communistes atteignent pour leur part la troisième place avec 7,8 %, mais de même que les conservateurs qui s'effondrent à 3,7 %, ils ne font pas leur entrée au Congrès des députés. Au Sénat, l'UCD remporte 3 sièges dans chaque province, le PSOE se contentant chaque fois du mandat restant.
Environ trois semaines plus tard se tiennent les élections municipales du 3 avril. L'UCD se conforte comme première force politique au niveau local avec 45,1 % des voix, contre 31,1 % au PSOE. Forts de leurs 13 %, les listes indépendantes arrivent troisièmes, devant celles du PCE qui atteignent 9,1 %. La Coalition démocratique (CD) est pour sa part en échec avec moins de 1 % des suffrages. Sur les sept villes de plus de 25 000 habitants que compte alors l'Estrémadure, les centristes en gouvernent quatre, dont Badajoz et Cáceres, et les socialistes trois, dont Mérida grâce au soutien d'un parti marxiste-léniniste. En conséquence, l'UCD obtient une forte majorité absolue dans les deux députations provinciales.
Le 12 mai 1980, la Junte régionale convoque l'Assemblée des parlementaires, qui réunit députés, sénateurs et députés provinciaux, afin d'engager le processus de construction politique et administratif de la communauté autonome. Sept mois plus tard, le 22 décembre, le premier vice-président de la Junte régionale et député UCD de Cáceres Manuel Bermejo est élu à la suite de Ramallo pour présider l'institution, battant sans difficulté le député PSOE de Badajoz Juan Carlos Rodríguez Ibarra. Le projet de statut d'autonomie est adopté à l'unanimité le 12 décembre 1981 et présenté au Congrès cinq jours plus tard.
Les élections générales anticipées du 28 octobre 1982 vont bouleverser l'équilibre de l'échiquier politique régional. Le PSOE vire en tête et s'impose largement avec 55,6 % des suffrages, ce qui lui donne 9 députés sur 12. L'Alliance populaire (AP), jusqu'ici inexistante, atteint 23,9 % des voix et s'adjuge les 3 derniers mandats. Désormais troisième avec 10,1 %, l'UCD perd l'intégralité de sa représentation au Congrès des députés. À la quatrième place surgit l'Estrémadure Unie (EU), un parti régionaliste qui engrange 4,4 %, tandis que le PCE s'effondre en cinquième position avec à peine 3,2 % des exprimés. Les 8 sièges de sénateurs sont répartis entre les socialistes et les conservateurs, à raison de 6 pour les premiers et des 2 restants pour les seconds. En conséquence, les centristes disparaissent totalement du paysage parlementaire régional.
Environ un mois plus tard, le 30 novembre, le Congrès décide d'examiner en urgence le projet de statut d'autonomie, en souffrance depuis près d'un an. Trois semaines plus tard, le 22 décembre, le député PSOE de Badajoz Juan Carlos Rodríguez Ibarra remplace Manuel Bermejo à la présidence de la Junte régionale en défaisant lors d'un vote à bulletin secret le candidat indépendant Juan Bazaga, appuyé par le groupe des élus membres de l'UCD.
Le projet de loi organique est approuvé par les députés deux mois plus tard, le 25 janvier 1983 par 202 voix pour, 5 contre et 92 abstentions, principalement issus de l'AP. Le Sénat apporte des amendements qu'il approuve le 16 février, aussi le texte retourne au Congrès qui en assure l'adoption définitive six jours plus tard, avec 228 voix pour, 3 contre et 72 abstentions. La loi organique portant statut d'autonomie de l'Estrémadure est promulguée par le roi Juan Carlos Ier le 25 février. Le 6 mars, l'Assemblée d'Estrémadure provisoire se réunit à Mérida et investit Rodríguez Ibarra président de la Junte à titre provisoire par 42 voix pour et 20 contre.

## Mode de scrutin

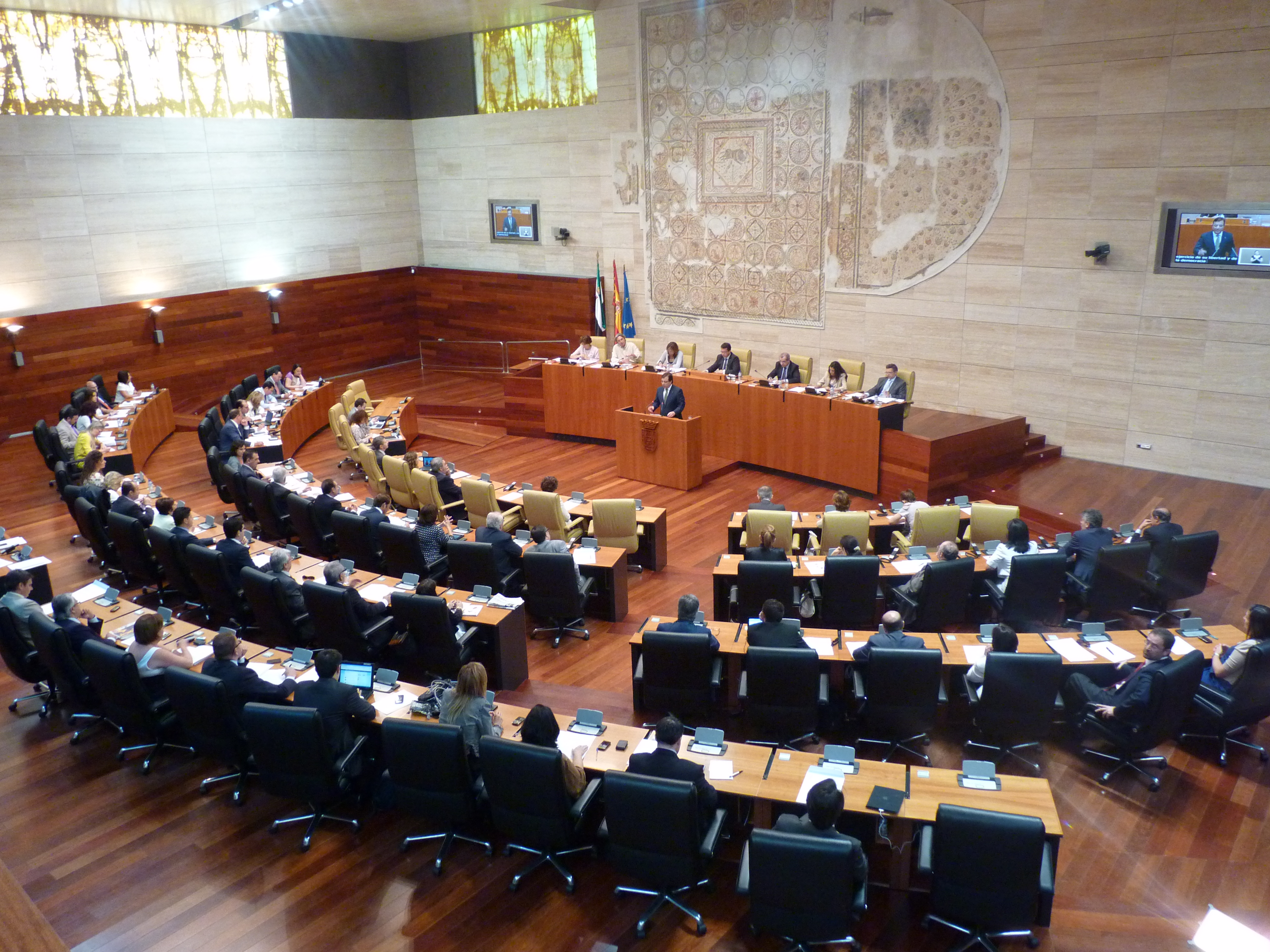
Salle des séances de l'Assemblée.

L'Assemblée d'Estrémadure (en espagnol : Asamblea de Extremadura) se compose de 65 députés, élus pour un mandat de quatre ans au suffrage universel direct, suivant le scrutin proportionnel à la plus forte moyenne d'Hondt.
Chaque province constitue une circonscription, à raison de 35 sièges pour Badajoz et 30 sièges pour Cáceres. Seules les forces politiques – partis, coalitions, indépendants – ayant remporté au moins 3 % des suffrages exprimés au niveau du territoire provincial participent à la répartition des sièges.

## Campagne

### Partis et chefs de file
| Force politique | Force politique                                                                                  | Chef de file                 | Idéologie                                                      |
| --------------- | ------------------------------------------------------------------------------------------------ | ---------------------------- | -------------------------------------------------------------- |
|                 | Parti socialiste ouvrier espagnol d'Estrémadure Partido Socialista Obrero Español de Extremadura | Juan Carlos Rodríguez Ibarra | Centre gauche Social-démocratie, progressisme                  |
|                 | Coalition AP-PDP-UL Coalición AP-PDP-UL                                                          | Adolfo Díaz-Ambrona          | Centre droit Conservatisme, libéralisme, démocratie chrétienne |
|                 | Parti communiste d'Espagne Partido Comunista de España                                           | Manuel Pareja                | Gauche Communisme, républicanisme                              |

## Résultats

### Voix et sièges
| Inscrits                                                  | Inscrits                     | Inscrits                 | 786 200   |             |                      |                      |
| Abstentions                                               | Abstentions                  | Abstentions              | 220 956   | 28,1 %      |                      |                      |
| Votants                                                   | Votants                      | Votants                  | 565 244   | 71,9 %      |                      |                      |
|                                                           |                              |                          |           |             |                      |                      |
| Bulletins enregistrés                                     | Bulletins enregistrés        | Bulletins enregistrés    | 565 244   |             |                      |                      |
| Bulletins blancs ou nuls                                  | Bulletins blancs ou nuls     | Bulletins blancs ou nuls | 7 775     | 1,38 %      |                      |                      |
| Suffrages exprimés                                        | Suffrages exprimés           | Suffrages exprimés       | 557 469   | 98,62 %     | 65 sièges à pourvoir | 65 sièges à pourvoir |
|                                                           |                              |                          |           |             |                      |                      |
| Liste                                                     | Tête de liste                |                          | Suffrages | Pourcentage | Sièges acquis        | Var.                 |
| Parti socialiste ouvrier espagnol d'Estrémadure (PSOE-Ex) | Juan Carlos Rodríguez Ibarra |                          | 296 939   | 53,27 %     | 35 / 65              |                      |
| Coalition AP-PDP-UL (AP-PDP-UL)                           | Adolfo Díaz-Ambrona          |                          | 168 606   | 30,24 %     | 20 / 65              |                      |
| Estrémadure Unie (EU)                                     | Pedro Cañada                 |                          | 47 504    | 8,52 %      | 6 / 65               |                      |
| Parti communiste d'Espagne (PCE)                          | Manuel Pareja                |                          | 36 294    | 6,51 %      | 4 / 65               |                      |
| Autres listes                                             | Néant                        |                          | 8 126     | 1,46 %      | 0 / 65               |                      |

### Analyse
Avec environ 47 200 votants en moins qu'aux élections générales de 1982, ces élections sont toutefois marquées par un taux de participation qui surpasse les 70 % des inscrits sur les listes électorales.
Le Parti socialiste ouvrier espagnol d'Estrémadure, emmené par le député de Badajoz Juan Carlos Rodríguez Ibarra, s'affirme comme le vainqueur incontesté de ce scrutin. Il frôle 300 000 voix favorables et dépasse très nettement la majorité absolue des suffrages exprimés. Il domine surtout la province de Badajoz, la plus peuplée, où il franchit les 56 % des voix. Le score est moindre dans la province de Cáceres, puisqu'il se contente d'un peu moins de 48 %. Il capte toutefois la moitié des sièges à pourvoir dans cette dernière circonscription.
Pour la coalition AP-PDP-UL, qui regroupe le centre droit et la droite sous l'autorité d'Adolfo Díaz-Ambrona, fils homonyme d'un ancien ministre de l'Agriculture et président de la députation de Badajoz à l'époque franquiste, le résultat surpasse celui des élections générales. Entre les deux scrutins, l'UCD s'est dissoute. Elle gagne en effet 25 600 voix et passe de justesse au-dessus des 30 %, réalisant son meilleur score dans Badajoz. Dans Cáceres en effet, l'Estrémadure Unie prend une solide troisième place en atteignant 16,4 %. Dans la communauté autonome, le parti régionaliste de Pedro Cañada engrange ainsi 21 400 bulletins supplémentaires, mais montre une immense faiblesse dans Badajoz puisqu'il compte moins de 4 % des exprimés. Dernier parti à entrer à l'Assemblée, le Parti communiste d'Espagne se redresse après la déconfiture des élections générales. Il gagne 17 100 nouvelles voix, repasse la barre des 5 % sur le territoire régional, mais reste faible dans Cáceres puisqu'il bloque en dessous de 4 %.

### Conséquences
Le 7 juin 1983, à l'issue d'une journée de débats, le socialiste Juan Carlos Rodríguez Ibarra est investi président de la Junte d'Estrémadure par 38 voix pour, 6 contre et aucune abstention. Il est officiellement nommé le 10 juin.